# 문명의 생태사관
문명의 생태사관은 1957년 중앙 공론에 발표된 우메사다 타다오의 논문이다.

## 개요
'서양과 동양'이라는 틀로 세계를 구분하는 것을 부정하고, 제1지역과 제2지역이라는 구분으로 문명을 설명했다. 그에 따르면 서유럽과 일본은 제1지역에 속해 그 사이를 이루는 광대한 대륙 부분을 제2지역으로 했다. 제2지역에서는 빠른 시간에 거대한 제국이 성립되지만, 그들은 제도 등에 문제를 안고 몰락해 간다고 한다. 반대로 그 주변에 위치한 제1지역에서는 기후가 온난하고 외부로부터의 공격을 받기 어려운 등 환경이 안정되어 있기 때문에 제2지역보다는 발전이 느리지만 제2지역에서 문화를 수입 함으로써 발전하고 안정적이고 고도의 사회를 형성할 수 있다고 했다. 당시 이 이론은 큰 화제를 불러 반세기 이상 지나도 평가되고 있다.

## 내용
서유럽과 일본을 제외한 유라시아가 범위인 제1지역은 일찍부터 농사를 시작했기  때문에 인류 문명의 발상지였고 수천년전부터 제국과 왕조가 출현한 선진국였다. 반면 제2지역은 문명의 출발이 늦었다. 그러나 현대에는 제1지역이 인류의 과학을 주도하고 있는 선진국이고 제2지역은 후진국이 대다수를 이루고 있다. 원인을 거슬러 올라가면 서유럽과 일본이 해당되는 제2지역은 중세시대를 겪었지만 제1지역은 겪지 못하였는데 중세를 겪는 서유럽과 일본에선 중세 특유의 봉건제를 경험했다. 잦은 전쟁과 혼란한 정권으로 봉건제는 계약성을 띄었고 '합리성'을 추구했다. 명분이 아니라 실리를 추구하는 사회로 진화되었다. 

## 국제에서의 토론
2019년 대만에서는 책으로 출판됐다. 역자인 대만 동해대학의 진영봉은 대만의 향후 정치 외교 정세와도 맞물려 배울 점이 많다고 평했다. 
페키 콜호넨은 해당 논문으로 각 지역에서 본 아시아를 논했다.

## 같이 보기
- 군사 전략(와일리) - 1967년 출간 책